# برشی، هند
برشی (به انگلیسی: Barshi) یک منطقهٔ مسکونی در هند است که در بخش سولاپور واقع شده‌است. برشی ۳۰۰٬۰۰۰ نفر جمعیت دارد.